# Kapitolinische Venus

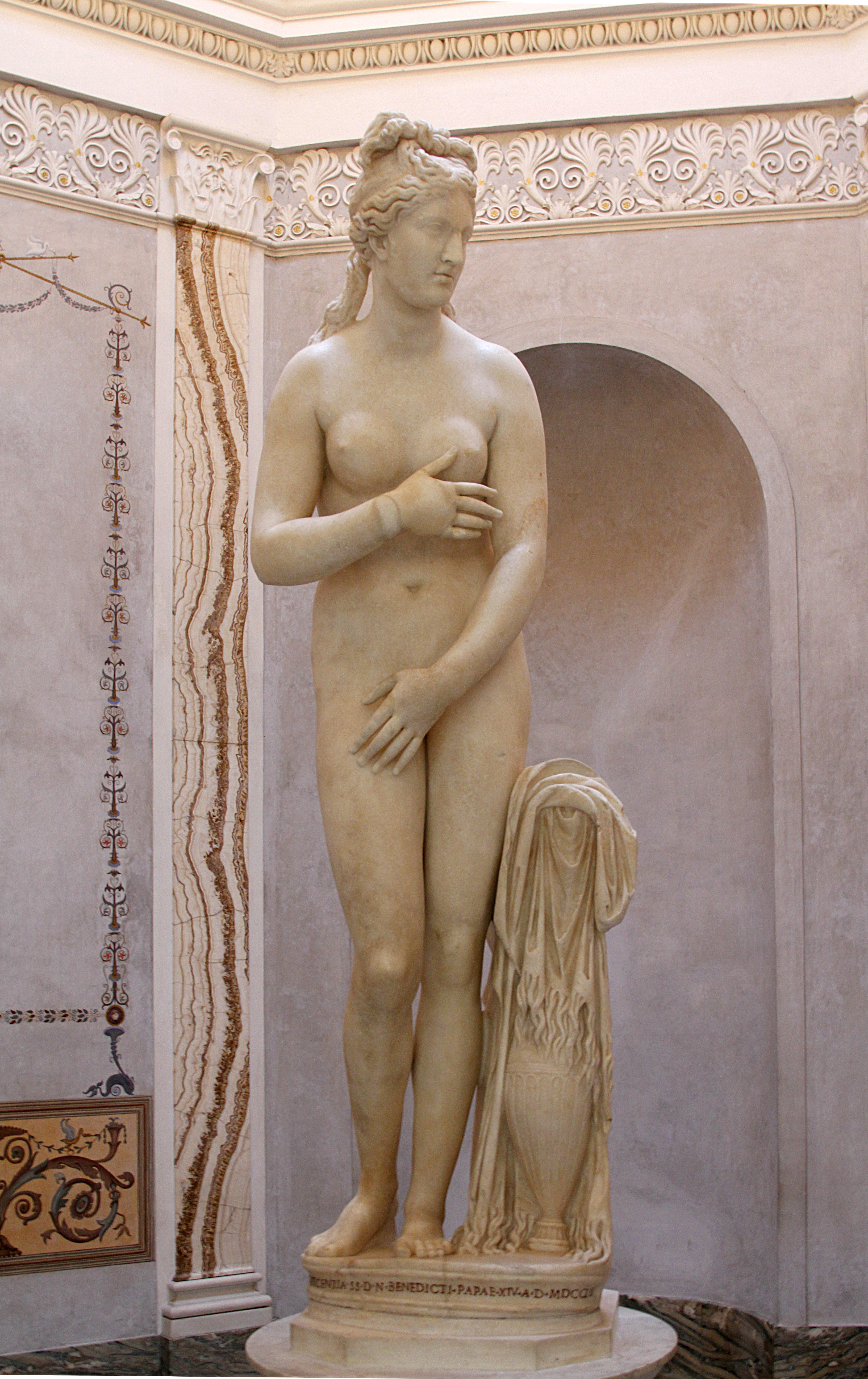
Die Kapitolinische Venus in Rom

Die Kapitolinische Venus ist eine antike, leicht überlebensgroße Marmorstatue einer unbekleideten, idealschönen jungen Frau. Die Statue wurde im 17. Jahrhundert in Rom gefunden und wird seit 1752 in den Kapitolinischen Museen in Rom ausgestellt. Sie gilt als eine der zahlreichen, bereits in der Antike entstandenen Nachbildungen und Varianten der berühmten Aphrodite von Knidos des Bildhauers Praxiteles. Die Kapitolinische Venus wurde seit der frühen Neuzeit zur Vorlage zahlreicher Kopien und Neuschöpfungen.

## Fundgeschichte
Die Statue der Kapitolinischen Venus wurde während der Regierungszeit des Papstes Clemens X. (1667–1670) in den Gärten der Familie Stazi in der Nähe der Basilika San Vitale zwischen den Hügeln Quirinal und Viminal in Rom gefunden. Im Jahre 1752 kaufte sie Papst Benedikt XIV. von der Familie Stazi und stiftete sie den Kapitolinischen Museen, wo sie zunächst in der „Stanza degli Imperatori“ aufgestellt war. Während der napoleonischen Zeit befand sich die Statue von 1797 bis 1815 im Louvre in Paris. Nach ihrer Rückgabe stand sie zunächst in der „Stanza del Gladiatore“, bis man für sie zwischen 1830 und 1834 einen eigenen kleinen Raum, das „Gabinetto della Venere“ im Erdgeschoss des zu den Museen gehörenden Palazzo Nuovo auf dem Kapitolshügel errichtete. Sie trägt die Inventarnummer „MC 409“.

## Motiv

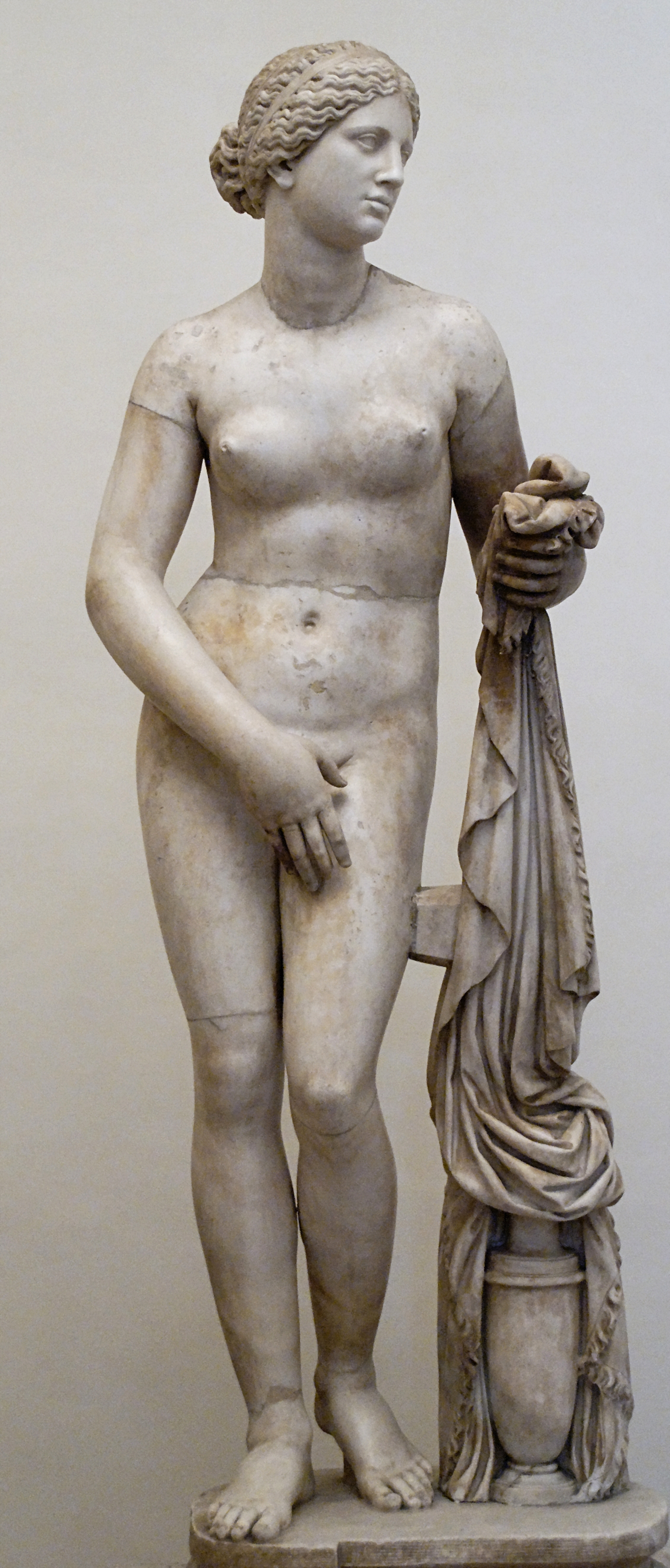
Aphrodite von Knidos, römische Marmorkopie

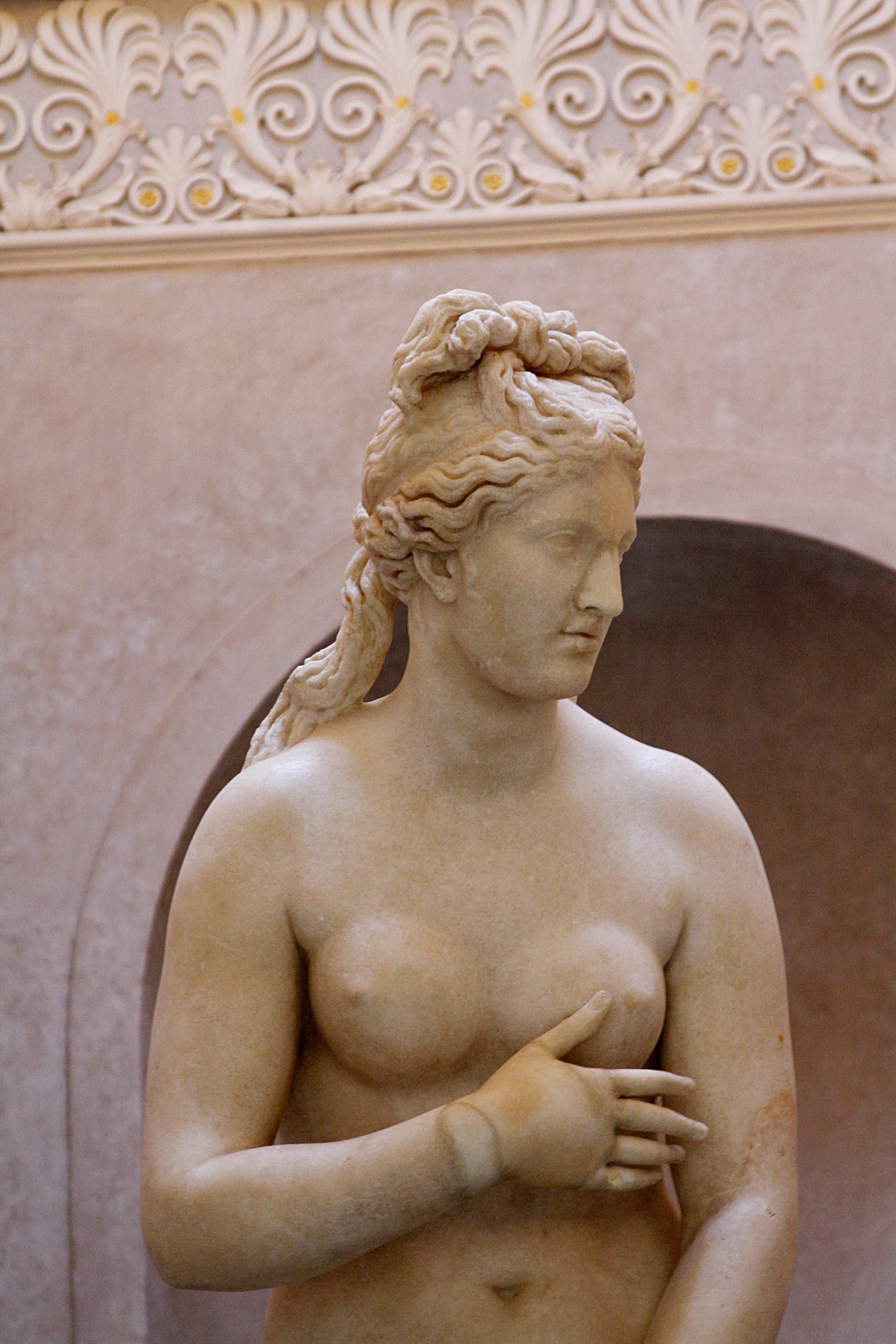
Kapitolinische Venus

Die Statue der Kapitolinischen Venus entstand während der römischen Kaiserzeit, wohl in antoninischer Zeit (96–192 n. Chr.) als Nachbildung einer hellenistischen Umformung des 2. Jahrhunderts v. Chr. der in der Antike berühmten Aphrodite des Praxiteles, der Aphrodite von Knidos. Praxiteles fertigte sein Werk im Auftrag der Bürger der Insel Kos an. Diese Statue gilt als die erste lebensgroße Darstellung einer vollkommen unbekleideten Frau in der klassischen Zeit, was einerseits die damalige Welt schockierte, andererseits durch die Qualität der künstlerischen Ausführung Bewunderung auslöste. Die Bürger von Kos als Auftraggeber lehnten die Statue ab. Einige Bewunderer erwarben daraufhin die Statue und transportierten sie in die Stadt Knidos, wo sie in einem speziell eingerichteten Tempel aufgestellt wurde. Hier konnte sie von allen Seiten betrachtet werden und lockte viele Besucher aus allen Regionen des Mittelmeerraums an. Diese Popularität führte dazu, dass hellenistische Künstler von der Statue viele Nachbildungen anfertigten und den Typus in verschiedenen Variationen weiterentwickelten.
Während die Statue des Praxiteles sich ihres Beobachters nicht bewusst ist und sich um ihre Nacktheit unbekümmert präsentiert, begründeten die hellenistischen Umformungen das Motiv der „Venus pudica“, der schamhaften Venus, die nackt dargestellt ist, aber mit ihren Händen einen unzureichenden Versuch unternimmt, ihre Blößen zu bedecken. Als zentrales Werk der antiken Kunst wurde die Statue auch in moderner Zeit häufig repliziert und findet beziehungsweise fand sich in einem Großteil von Gipsabgusssammlungen.